# Pinguicula alpina
Pinguicula alpina es una especie de planta carnívora perennifolia perteneciente a la familia Lentibulariaceae. 

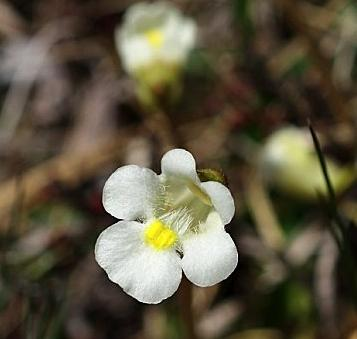
Detalle de la flor

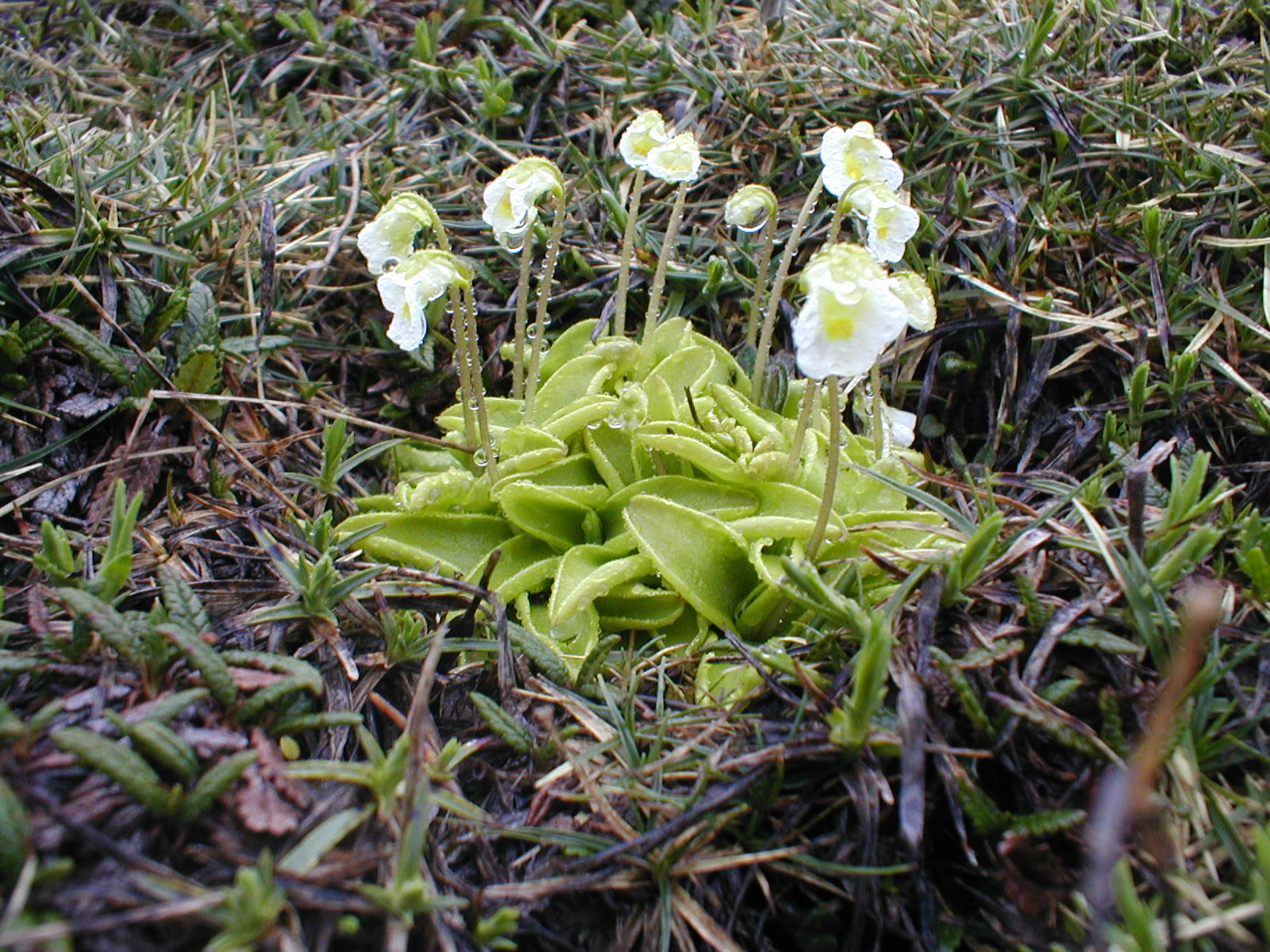
Planta en flor

## Descripción
Es una hierba perenne, con raíces largas y relativamente desarrolladas, que hiberna en forma de yema, sin estolones. Hojas 5-8, horizontales, aplicadas al substrato, sésiles, de márgenes involutos; hojas de primavera –en la antesis– 1,5-3 x 0,5-1 cm, oblongo-elípticas u oblongo-lanceoladas, verde-amarillentas; hojas de verano –en la fructificación– similares a las de primavera. Escapos 1-4(5), 4-10 cm, glabros o esparcidamente glandulosos cerca del ápice. Cáliz glabrescente; lóbulos del labio superior 2,2-2,7(3) mm, triangulares u ovados, obtusos o subagudos, escasamente divergentes; labio inferior hendido hasta 1/3 de su longitud. Corola 7-11(12) mm, de labios marcadamente desiguales, blanca, con manchas amarillas en la garganta; labio superior más corto, con lóbulos suborbiculares, obtusos; lóbulos del labio inferior que no se recubren lateralmente, el medio 4-6(7) mm, mucho más largo que los laterales, de ápice obtuso o truncado; tubo corto, anchamente infundibuliforme, glabrescente por el exterior; espolón 2-3(4) mm, conoideo o subcilíndrico, obtuso, curvado, amarillento. Cápsula 6-7 mm, piriforme, aguda, cuya longitud es más de dos veces superior a la del cáliz; semillas 0,7-0,8 mm, alargadas, rugoso-estriadas o débilmente reticuladas. Tiene un número de cromosomas de 2n = 32.

## Distribución y hábitat
Se encuentra en los prados húmedos de montaña, bordes de riachuelos y arroyos, roquedos rezumantes, a menudo en lugares umbrosos, en substrato calizo; a una altitud de (1400)1800-2700 metros en las montañas de Eurasia. En España en los Pirineos centrales y occidentales.También en Sierra Nevada.

## Reproducción vegetativa
Las plantas sanas producen bulbillos de 3 mm (⅛) en las axilas de las hojas después de la floración. Estas plantas forman nuevas al año siguiente, sirviendo como medio de reproducción vegetativa. Las plantas en hábitats árticos no forman estos bulbillos.

## Hibernáculos
P. alpina es hemicriptofita, en la que la planta sobrevive a las condiciones de invierno, reduciéndose a un brote que descansa sobre la superficie del suelo. Este brote, llamado hibernáculo, se compone de hojas pequeñas y densas, que se despliegan con la llegada de la primavera. Aunque la mayor parte de los hibernáculos en este género pierden sus raíces durante este período, P. alpina es la única en que los retiene.

## Ecología
Esta especie crece desde el nivel del mar en el noroeste de Siberia hasta altitudes de hasta 4.100 metros, en lugares abiertos y soleados. La planta prefiere suelos húmedos como se filtra con Ph neutro a alcalino. P. alpina es, sin embargo, extraordinariamente tolerante a la sequedad del suelo. Se encuentra típicamente en lugares subalpinos o pantanos o praderas alpinas rocosas.
En las localidades alpinas P. alpina se encuentra a menudo creciendo con Carex firma (una hierba alpina), Bistorta officinalis, Dryas octopetala, y Pedicularis rostratocapitata. Aquí, a menudo, crece en asociación con Caricetum firmae, y forma parte con Seslerion albicantis de la comunidad alpina.
En lugares montañosos se asocia, a menudo, con Caricion davallianae y Cratoneurion commutati en comunidades de plantas, creciendo junto con Schoenus nigricans, Schoenus ferrugineus, Epipactis palustris, Cochlearia officinalis y Pinguicula vulgaris.

## Taxonomía
Pinguicula alpina fue descrita por Carlos Linneo y publicado en Species Plantarum 1: 17. 1753.

## Nombre común
- Castellano: atrapamoscas, grasilla, tiraña alpina.[4]